# アンドリュー・グラヴィロン
アンドリュー・グラヴィロン（フランス語: Andreaw Gravillon、1998年2月8日 - ）はフランスのサッカー選手。ポジションはDF。スタッド・ランス所属。

## 経歴
2017年5月14日のUSサッスオーロ・カルチョ戦で初のベンチ入りを果たした。しかし、インテルナツィオナーレ・ミラノにおいては出場機会を得られなかった。
2017年7月1日、ベネヴェント・カルチョと4年契約を結んだ。
2019年1月29日、インテルと再び契約を結び復帰するも、直後にサッスオーロに期限付き移籍した。2020年9月25日にはリーグ・アンのFCロリアンに期限付き移籍した。翌シーズンにはスタッド・ランスに期限付き移籍した。2021年12月26日、買取条件を満たしたため、スタッド・ランスへ完全移籍。2025年6月までの契約を結んだ。